# Mezquita-catedral de Badajoz
La Mezquita-Catedral de Badajoz es un histórico edificio que ha formado parte de la historia de la ciudad de Badajoz (España) en sus diferentes épocas constructivas, sufriendo los avatares propios de las guerras, hasta llegar a la actualidad como parte del conjunto monumental de la alcazaba-castillo de Badajoz.
Fue primero mezquita palaciega durante el periodo musulmán, tras la reconquista cristiana se convirtió en la primera catedral de la ciudad y más tarde en iglesia (tras construir una nueva en otra ubicación, trasladándose su cabildo catedralicio). A mediados del XIX se adaptó como hospital militar y finalmente quedó incrustada y sin uso junto a la Biblioteca de Extremadura y a la Facultad de Documentación, hasta su actual restauración y rehabilitación, cuyos vestigios arqueológicos están destinados al turismo y la investigación, siendo el punto más alto de la ciudad y uno de los mayores vestigios del Badajoz cristiano-medieval, catalogado como Bien de Interés Cultural.

## Antiguo Alcázar y Mezquita Palaciega

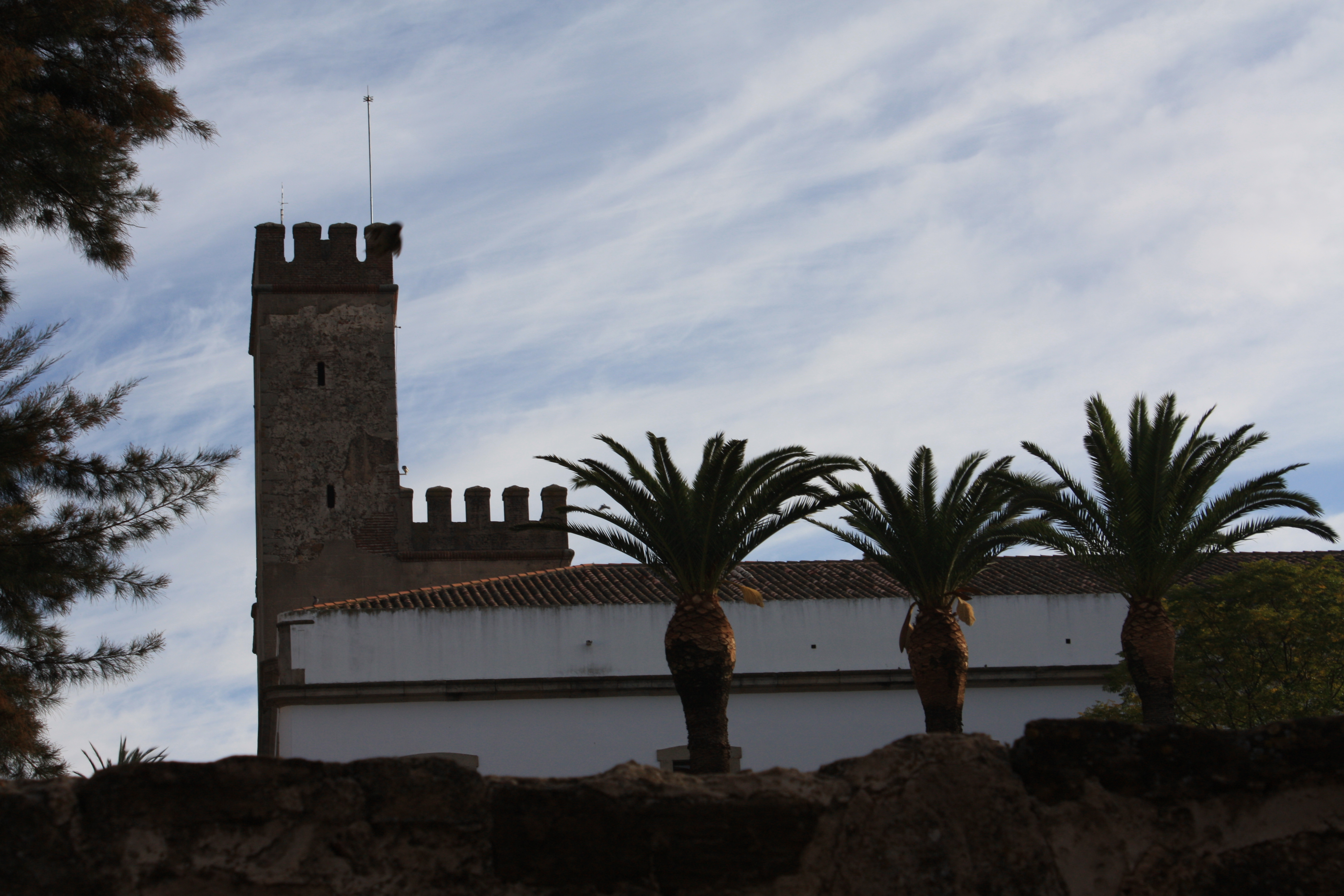
Vista desde el interior de la Alcazaba de Badajoz.

Ibn Marwan fundó varias mezquitas. La mezquita más importante, llamada Mezquita Mayor, tenía cinco naves separadas por arcos apoyados en columnas, y contrafuertes exteriores. Para su construcción se reaprovecharon elementos romanos y visigodos, como columnas y capiteles (como en cualquier medina musulmana).
En la Alcazaba de Badajoz se conservan los restos del Palacio de Ibn Marwan que se asentó en este lugar hasta la conquista cristiana en el siglo XIII (en el interior de la Biblioteca General de Extremadura). Además, conserva la estructura de lo que fue el minarete, restos del Mihrab y otros elementos de la mezquita, como las basas de las columnas en el interior de la actual Facultad de Documentación, así como varias columnas visigodas que fueron parte de una iglesia medieval y unos baños árabes que han sido hallados en recientes actividades arqueológicas.

## Antigua Catedral de Santa María del Castillo

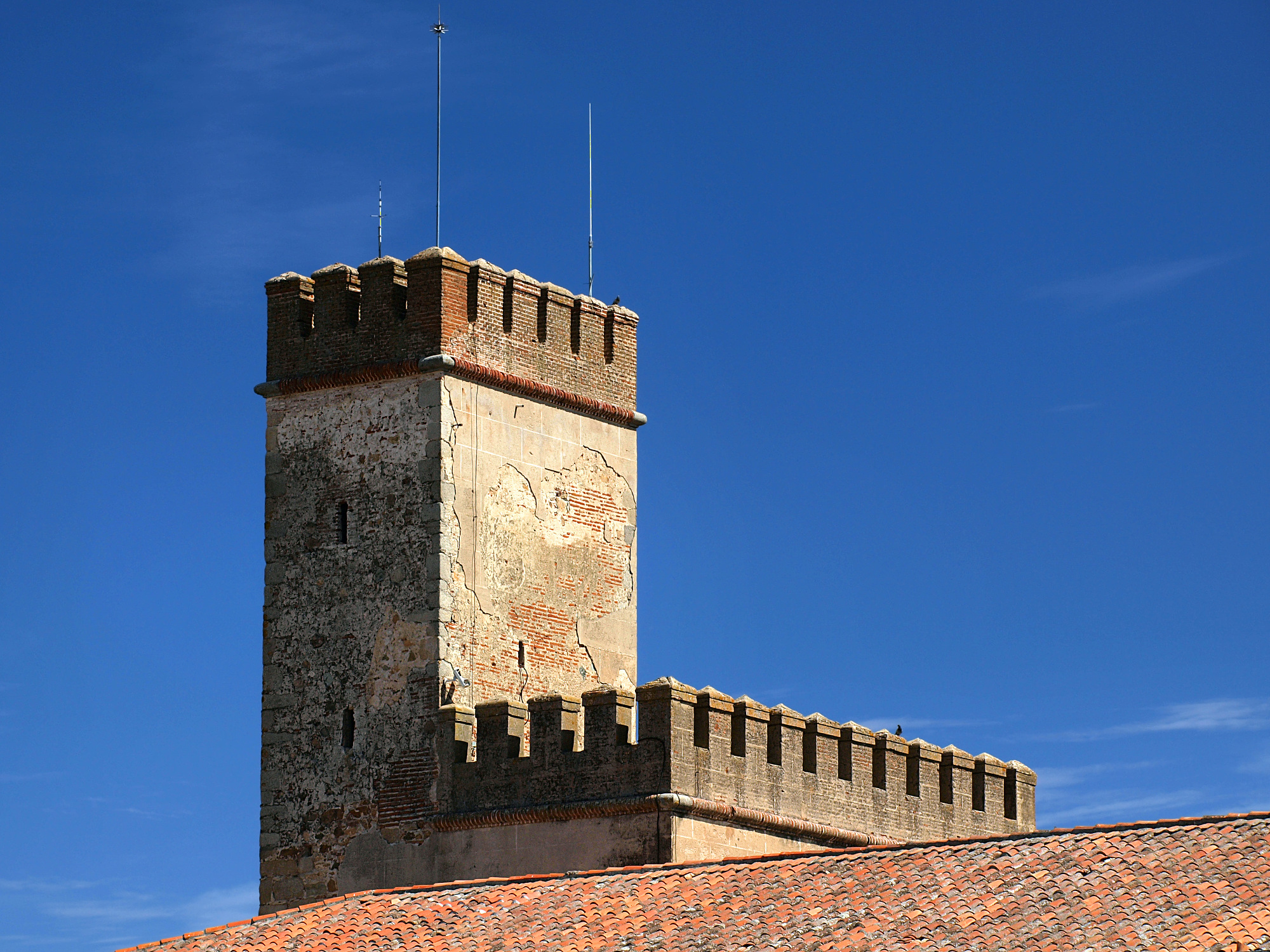
Torre de la Catedral de Santa María

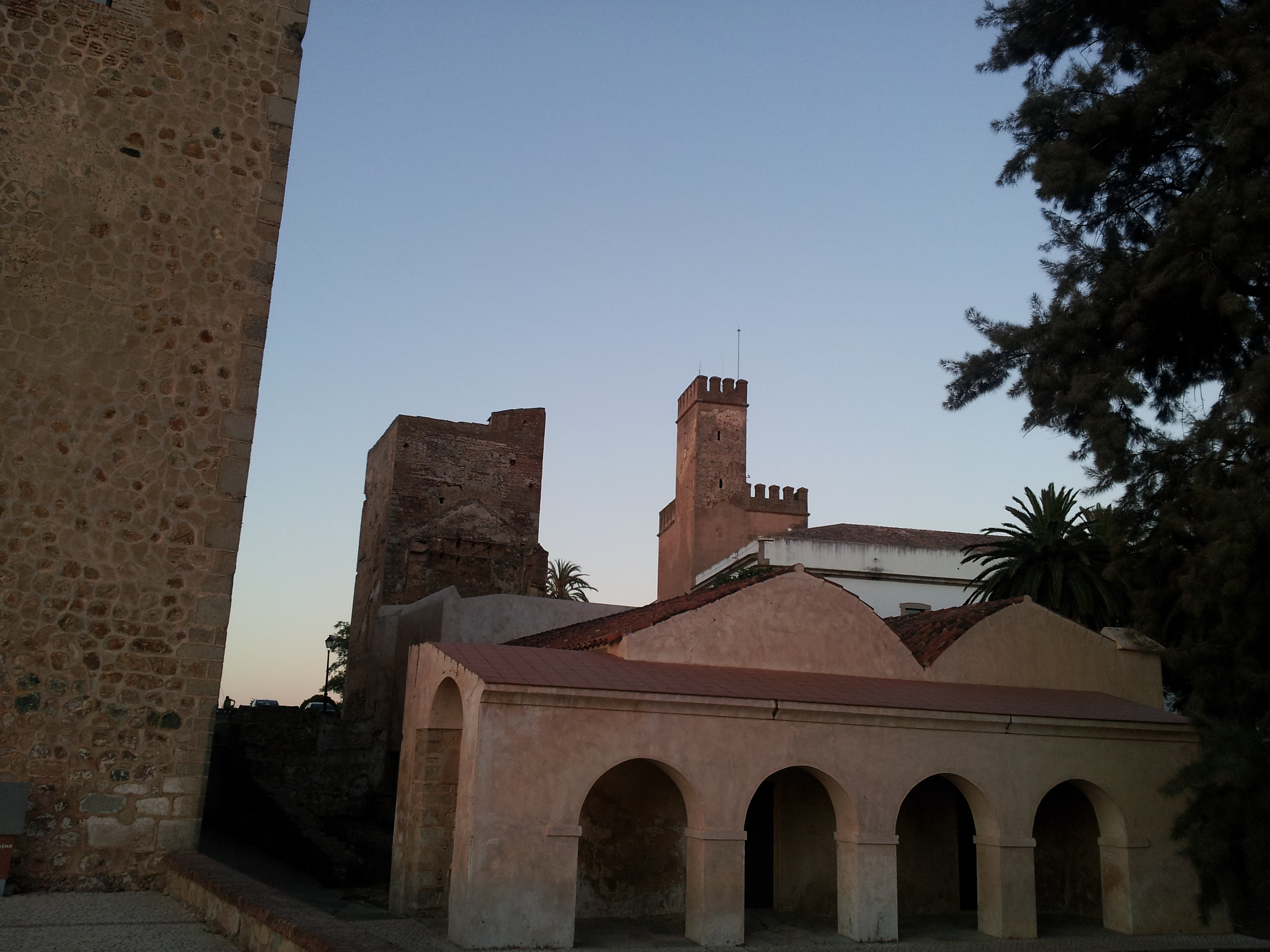
La primitiva catedral de Badajoz al fondo con su ostentosa torre (interior de la alcazaba).

Tras la conquista cristiana de la ciudad en 1230 por el rey Alfonso IX de León, fue nombrado obispo Fray Pedro Pérez. Durante el inicio de su obispado se utilizó la antigua mezquita como catedral de la ciudad con la advocación de Santa María del Castillo. Posteriormente se planteó la necesidad de construir una nueva catedral (la de San Juan Bautista) y no fue hasta mediados del siglo XIII cuando se iniciaron las obras. Se eligió como emplazamiento el lugar que ocupaba una antigua iglesia visigoda o mozárabe situada en el Campo de San Juan, terreno situado en el exterior de la alcazaba.
Catedral de Ntra. Sra. del Obispal o Santa Maria del Castillo, también denominada de Santa María del Obispo o de la Sée fue la primera catedral de Badajoz. Junto con algunos restos arqueológicos es lo que nos queda de la primitiva Catedral de Badajoz (Mezquita-Catedral), erigida sobre una antigua mezquita árabe tras la conquista cristiana de 1230. En realidad son dos torres adosadas construidas en mampostería de piedra, luciendo una de ellas un relieve de mármol de la Virgen con el niño y debajo el escudo de D. Gómez Suárez de Figueroa, quien costeó su realización y se enterró en la iglesia. La torre de menor altura fue levantada por el obispo D. Juan de Morales, obispo de Badajoz entre 1418 y 1443.
De las tres capillas semicilíndricas, solo ha llegado hasta nuestros días una, la del lado del evangelio, que se piensa que estaría dedicada al Espíritu Santo. Las otras dos las destrozaron los militares cuando hicieron el Hospital Militar. De ellas solo queda la huella de los ábsides de la capilla mayor y de la capilla de la epístola. Recientemente se han recuperadp pinturas murales de temática religiosa, localizadas fundamentalmente en la capilla del evangelio, sin olvidar un epitafio del siglo XIV, o diversos elementos visigodos. Son destacables los restos de decoración mudéjar en la capilla mayor y en la fachada de la primitiva catedral, así como el escudo de los Reyes Católicos en la cara sur de la torre.
La torre más alta, que hasta entonces era un campanario, con una cubierta a cuatro aguas y una espadaña, a mitad del siglo XIX los militares deciden rematar la torre con almenas para darle aspecto de fortificación militar.